# Znamianka Drouha
Znamianka Drouha (ukrainien : Знам'янка Друга, russe : Знаменка Вторая) est une commune urbaine de l'oblast de Kirovohrad, en Ukraine. Elle compte 5 083 habitants en 2021.